# NGC 5893
NGC 5893 (другие обозначения — UGC 9774, MCG 7-31-42, ZWG 221.41, IRAS15117+4208, PGC 54351) — спиральная галактика с перемычкой (SBb) в созвездии Волопас.
Этот объект входит в число перечисленных в оригинальной редакции «Нового общего каталога».